# Valis II
Valis II (ヴァリスII Varisu Tsū?) es un juego de plataformas desarrollado y lanzado por Telenet Japan originalmente para PC Engine CD. Valis: The Fantasm Soldier II (夢幻戦士 ヴァリスII Mugen Senshi: Varisu II?) La Guerra de los Sueños: Valis II una versión para ordenadores domésticos, se lanzó más tarde para NEC PC-8801, NEC PC-9801, MSX2, Sharp X68000 en Japón. Se lanzó una nueva versión de estilo SD en el Mega Drive japonés como SD Valis (SDヴァリス Esu Dī Varisu?) y en la Genesis norteamericano como Syd of Valis. Es la segunda entrada de la serie homónima. Está protagonizada por Yuko Asou, una adolescente colegiala japonesa elegida para convertirse en la guerrera Valis empuñando la espada mística titular, después de derrotar al señor demonio Rogles. El mundo de los sueños Vecanti cayó bajo el gobierno del emperador Megas, cuyo odio hacia su hermano Rogles y tendencias sanguinarias buscan borrar los rastros del antiguo tirano, incluidos sus partidarios. La jugabilidad varía entre cada versión, pero todas comparten elementos similares, ya que el jugador explora y busca elementos y potenciadores, mientras lucha contra enemigos y derrota a jefes.
El trabajo en Valis II no comenzó durante un período de dos años y medio, ya que el equipo se quedó sin personal cuando varios miembros se fueron después de Valis: The Fantasm Soldier. Telenet comenzó a cambiar su enfoque para establecerse en el mercado de LaserDisc cuando el desarrollo avanzó. Fue el primer título creado por Laser Soft, una división de juegos interna de Telenet formada específicamente para explorar juegos para el formato de CD-ROM, y también cooperaron con Renovation Game (Reno), que manejó la versión para computadora doméstica. El personal contrató animadores para el proyecto, ya que la gente dentro de la industria del anime se estaba interesando en la industria de los videojuegos. Tanto la versión TurboGrafx-CD como la versión para computadora se realizaron simultáneamente, pero cada una bajo diferentes líneas de desarrollo. La versión de Genesis estaba programado para un lanzamiento europeo por parte de UbiSoft, como parte de un acuerdo de licencia de múltiples juegos con la subsidiaria norteamericana de Telenet, Renovation Products, pero nunca se lanzó oficialmente en la región. Desde entonces, cada versión del juego se ha relanzado a través de servicios de descarga para otras plataformas y compilaciones.
Valis II en TurboGrafx-CD obtuvo una recepción generalmente favorable de los críticos desde su lanzamiento inicial, algunos de los cuales lo calificaron como un título de importación; se elogió la presentación audiovisual por mostrar el potencial del formato CD-ROM, pero otros se sintieron contradictorios con respecto a varios aspectos. La versión para computadora doméstica tenía sentimientos similares a los del lanzamiento original, y algunos críticos notaron el tono oscuro general de su trama. La nueva versión de Mega Drive/Genesis, sin embargo, recibió una respuesta negativa de la prensa de videojuegos. Le siguió Valis III (1990).

## Jugabilidad
Al igual que los otros títulos de la serie, Valis II es un juego de plataformas de desplazamiento lateral. Requiere que el jugador navegue a través de niveles bidimensionales, luchando contra enemigos, saltando de saliente en saliente y corriendo hasta que el jugador se enfrente a un jefe al final de cada nivel. A pesar de que los detalles del juego varían entre las versiones, todas las ambas versiones comparten varias características similares así como Castlevania II: Simon's Quest, y Castlevania III: Dracula's Curse. 
El jugador controla a Yuko a través de niveles bidimensionales, luchando contra enemigos, saltando de una cornisa a otra y corriendo hasta que el jugador se enfrenta a un jefe al final de cada nivel. En ciertos puntos del juego, el juego se detiene y se reproducen escenas cinemáticas con respecto a la historia del juego. Las versiones de computadora doméstica cuentan con dos escenarios tipo shoot 'em up en los que Yuko vuela sobre un fondo que se desplaza constantemente. Esta versión también presenta un inventario de menú separado donde el jugador puede elegir potenciadores que se encuentran durante los niveles, así como disfraces que alteran los atributos ofensivos y defensivos generales de Yuko. La versión de Mega Drive/Genesis es una amalgama del original de PC Engine CD-ROM²/TurboGrafx-CD y de las versiones para computadora doméstica, que ofrece la posibilidad de seleccionar potenciadores y disfraces. Yuko también puede disparar proyectiles hacia arriba contra los enemigos. Sin embargo, la física del juego es diferente, mientras que los personajes interactúan a través de cuadros de texto en el juego.

## Argumento
El tiempo pasa, y Vecanti está listo para gobernar bajo su próximo emperador después de Rogles, su hermano Megas (めがす, Megasu) (interpretado por Hirotaka Suzuoki), que desea acabar con cualquier rastro del ex tirano, hasta el punto de asesinar a cualquier partidario que Rogles pudiera haber tenido. Además, sus tendencias sedientas de sangre reconocen a Yuko y la espada Valis como amenazas viables a su reclamo del trono, y ordena a sus secuaces que la eliminen primero antes de que ella tenga la oportunidad de frustrarlo. Megas también cae bajo su espada mágica, y la paz vuelve una vez más al mundo de los sueños, ya que Yuko vuelve a casa para reanudar una vida humana ordinaria.

## Desarrollo
Valis II en PC Engine CD-ROM²/TurboGrafx-CD fue el primer título desarrollado por Laser Soft, una división de juegos interna de Telenet formada específicamente para explorar juegos para el formato de CD-ROM. Fue dirigida por Masami Hanari, quien actuó como programadora, y producida por Fumiyuki Moriyama. Hiroshi Akahori, quien coescribió el escenario del juego junto con Bunzō Matsui, y Yukito Ohayashi fueron los codiseñadores. El animador Osamu Nabeshima se desempeñó como director de arte con Tomokazu Tokoro, conocido por dirigir la serie de anime Haibane Renmei y Hellsing Ultimate, brindando apoyo como diseñador de personajes. La banda sonora fue co-compuesta por Kenichi Kamio y Shinobu Ogawa. Laser Soft también cooperó con Renovation Game (Reno), que manejó la versión para computadora doméstica. Tadashi Tadami, Hiroyuki Kai, Hiroshi Yoshida y Masayasu Yamamoto colaboraron como programadores principales de las versiones PC-8801, MSX2, PC-9801 y X68000 respectivamente. Ogawa y Tenpei Sato co-arreglaron la mayoría de la música para la versión de computadora doméstica, con Sato enfocándose en las pistas que aparecen durante las escenas animadas, mientras que Masahiro Kajihara y un miembro no acreditado bajo el seudónimo de "Jizou Kurabo" anotaron cada uno dos piezas.
Yamamoto relató el proceso de creación y la historia de Valis II en una entrevista de 2007, explicando que el trabajo en la secuela no comenzó de inmediato y varios miembros se habían ido después de Valis: The Fantasm Soldier, dejando al equipo sin personal durante un período de dos años y un medio. Afirmó que Telenet comenzó a cambiar su enfoque para establecerse en el mercado de LaserDisc cuando el desarrollo del proyecto avanzó. Yamamoto afirmó que el equipo hizo tanto el PC Engine CD-ROM² como las versiones para computadora doméstica simultáneamente, pero comentó que cada una se creó bajo diferentes líneas de desarrollo. También afirmó que el personal contrató animadores para el proyecto, ya que las personas dentro de la industria del anime se estaban interesando en la industria de los videojuegos y querían que emplearan estándares y métodos de producción similares a los que usarían en las series de anime para el juego.

## Lanzamiento
Valis II fue lanzado por primera vez para PC Engine CD-ROM²/TurboGrafx-CD en Japón por Telenet el 23 de junio de 1989 y más tarde en Norteamérica por NEC el 23 de mayo de 1990. La versión para computadora doméstica se lanzó por primera vez en Japón para PC-8801 el 8 de julio de 1989, luego para MSX2 y PC-9801 el 5 de agosto y luego para X68000 el 18 de noviembre bajo el nombre Valis: The Fantasm Soldier II. Estas versiones contenían más escenas gráficas, mientras que la versión de X68000 presentaba imágenes mejoradas. El lanzamiento de las versiones para computadora también se complementó con un álbum de banda sonora, distribuido en Japón por Toshiba EMI el 27 de agosto.
Una nueva versión para Sega Mega Drive/Genesis, desarrollada por Imaginative System Create (I.S.C.), fue lanzada por primera vez en Japón por Laser Soft como SD Valis el 14 de febrero de 1992. Telenet también lanzó el juego a través de su subsidiaria Renovation Products en Norteamérica como Syd of Valis en abril de 1992. UbiSoft planeó un lanzamiento europeo, como parte de un acuerdo de licencia de múltiples juegos con Renovation, pero nunca se lanzó oficialmente en la región por razones desconocidas. Presenta la misma jugabilidad y trama que el TurboGrafx-CD original, pero el diseño del personaje se cambió a un estilo súper deformado (SD), mientras que la versión norteamericana identifica incorrectamente a Yuko como "Syd" y reutiliza las ilustraciones de otro lanzamiento de Telenet llamado The Sugoroku '92: Nariagari Trendy (ザスゴロク´92~ なりトレ Suguroku '92: Naritore?) por su portada.
Telenet lanzó una compilación titulada Valis Visual Collection en 1993 para la PC Engine CD-ROM², que presenta las escenas visuales de Valis II. La versión original de PC Engine, así como las versiones para computadoras domésticas, se relanzaron en forma digital para Microsoft Windows a través del servicio Project EGG de D4 Enterprise. El juego se incluyó como parte de la compilación Valis: The Fantasm Soldier Complete para Windows, publicada por Sunsoft en 2004 con una tirada limitada de 2000 copias, que venía con un CD adicional y una figura. En 2011, D4 Enterprise relanzó la compilación con SD Valis y un título adicional como Valis: The Fantasm Soldier Complete Plus, que en su lugar venía incluido con una banda sonora en CD. Sunsoft también puso a disposición la versión de PC Engine como parte de la línea "PC Engine Archives" en PlayStation Network en 2011.
En 2021, la empresa de medios Edia anunció una reimpresión de la versión de PC Engine para conmemorar el 35 aniversario de la serie. La versión de PC Engine fue relanzada física y digitalmente como parte de Valis: The Fantasm Soldier Collection para Nintendo Switch en Japón por Edia el 9 de diciembre de 2021. Limited Run Games también planea la edición física de la colección para una localización en inglés. Esta versión fue relanzada más tarde por separado a través de Nintendo eShop por Edia primero en Japón el 10 de febrero de 2022 y luego en Europa y América del Norte en marzo de 2022. La adaptación de Genesis está actualmente planeado para ser incluido como parte de Valis: The Fantasm Soldier Collection II para Switch.
- Datos: Q986330